# Spominski znak Otovec
Spominski znak Otovec je spominski znak Slovenske vojske, ki je namenjen pripadnikom takratne TO RS, ki so sodelovali pri zavzetju skladišča JLA Otovec.

## Nosilci
- seznam nosilcev spominskega znaka Otovec